# Jeremias Papke
Jeremias Papke (* 9. August 1672 in Greifswald; † Ende März 1755 in Stockholm) war ein deutscher Mathematiker und evangelischer Theologe.

## Leben
Jeremias Papke entstammte einer alteingesessenen Greifswalder Familie. Ab 1691 studierte er an der Universität Greifswald und ab 1695 an der Universität Wittenberg Mathematik, Naturwissenschaften und Theologie. Der herrschenden Lehrmeinung an beiden Hochschulen folgend, gehörte er der lutherischen Orthodoxie an. 1702 wurde er, mit Unterstützung des pommerschen Generalsuperintendenten und Prokanzlers der Hochschule Johann Friedrich Mayer, auf den Lehrstuhl für Mathematik der Greifswalder Universität berufen.
Papke hielt Vorlesung und verfasste kleinere Schriften zu mathematischen, astronomischen und anderen naturwissenschaftlichen Fragen. Er erwarb die Kupfer-Tafeln der Physica sacra des Johann Jakob Scheuchzer, die nach seinem Tod im Besitz der Familie verblieben.
In theologischen Fragen war er ein erbitterter Gegner des Pietismus. Jahrelange Streitigkeiten führte er mit den Greifswalder Professoren Heinrich Brandanus Gebhardi sowie dessen Nachfolgern Michael Christian Rusmeyer und  Jakob Heinrich Balthasar, wobei die Vermittlungsversuche der Generalsuperintendenten Albrecht Joachim von Krakevitz erfolglos blieben. Unterstützt vom Bischof von Schonen, seinem Verwandten Carl Papke, beharrte er auf seinem Standpunkt. Auf einer Reise nach Kassel konnte er den späteren schwedischen König Friedrich für die lutherische Richtung des evangelischen Glaubens gewinnen.
Während die Vertreter des Pietismus in den 1730er Jahren an der Universität Greifswald die Oberhand gewannen, wurde Papke seines Lehrstuhls enthoben. Er siedelte nach Stockholm über, wo er bis zu seinem Tod den Pietismus bekämpfte.